# Cyperus radians
Cyperus radians är en halvgräsart som beskrevs av Christian Gottfried Daniel Nees von Esenbeck, Franz Julius Ferdinand Meyen och Carl Sigismund Kunth. Cyperus radians ingår i släktet papyrusar, och familjen halvgräs. Inga underarter finns listade i Catalogue of Life.